# 横向管蚜蝇
横向管蚜蝇（学名：Eristalis transversa)，是双翅目食蚜蝇科下的一种昆虫，分布于北美洲东部

。